# Maciej Łukaszczyk
Maciej Łukaszczyk (ur. 11 marca 1934 w Warszawie, zm. 2 czerwca 2014 w Poznaniu) – polski pianista.

## Życiorys
W latach pięćdziesiątych XX w. studiował w Państwowej Wyższej Szkole Muzycznej w Warszawie u Margerity Trombini-Kazuro, Zbigniewa Drzewieckiego i Jana Ekiera, a później na Universität für Musik und darstellende Kunst Wien u Hansa Kanna. Od 1966 r. mieszkał w Darmstadt i pracował w Staatstheater Darmstadt.
W 1970 r. założył Towarzystwo im. Fryderyka Chopina w Darmstadt i przez 44 lata był jego przewodniczącym. Angażował się również w działalność mającą na celu porozumienie polsko-niemieckie.
Pochowany na cmentarzu w Poroninie.

## Nagrody
- 1991: Order Zasługi Republiki Federalnej Niemiec (1991)
- 1999: Krzyż Oficerski Orderu Zasługi Rzeczypospolitej Polskiej (1999)[2]
- 2004: Johann-Heinrich-Merck-Ehrung der Stadt Darmstadt